# Скляр Юрій Олексійович
Ю́рій Олексі́йович Скля́р (7 грудня 1971 — 14 лютого 2015) — солдат Збройних сил України. Учасник російсько-української війни.

## Короткий життєпис
Проживав у Василькові, працював водієм, розведений.
В часі війни — доброволець, мобілізований 11 серпня 2014-го, механік-водій, 1-а окрема танкова бригада.
14 лютого 2015-го загинув внаслідок підриву на фугасі — колона входила в село Петрівське. Водій бойової машини солдат Юрій Скляр загинув на місці, командира батальйону Артура Костюченка з важкими пораненнями доправили до шпиталю, врятувати життя не вдалося.
Перебував у списку зниклих безвісти. Похований у Василькові 27 червня 2015-го.

## Нагороди
За особисту мужність і героїзм, виявлені у захисті державного суверенітету та територіальної цілісності України, вірність військовій присязі під час російсько-української війни
- нагороджений орденом «За мужність» III ступеня (4.6.2015, посмертно).

## Вшанування пам'яті
У Василькові існують вулиця та провулок Юрія Скляра (50°09′32″ пн. ш. 30°22′02″ сх. д. / 50.158999002458465° пн. ш. 30.367114036681254° сх. д.).

Пам'ятна дошка на будинку, в якому жив Юрій Скляр

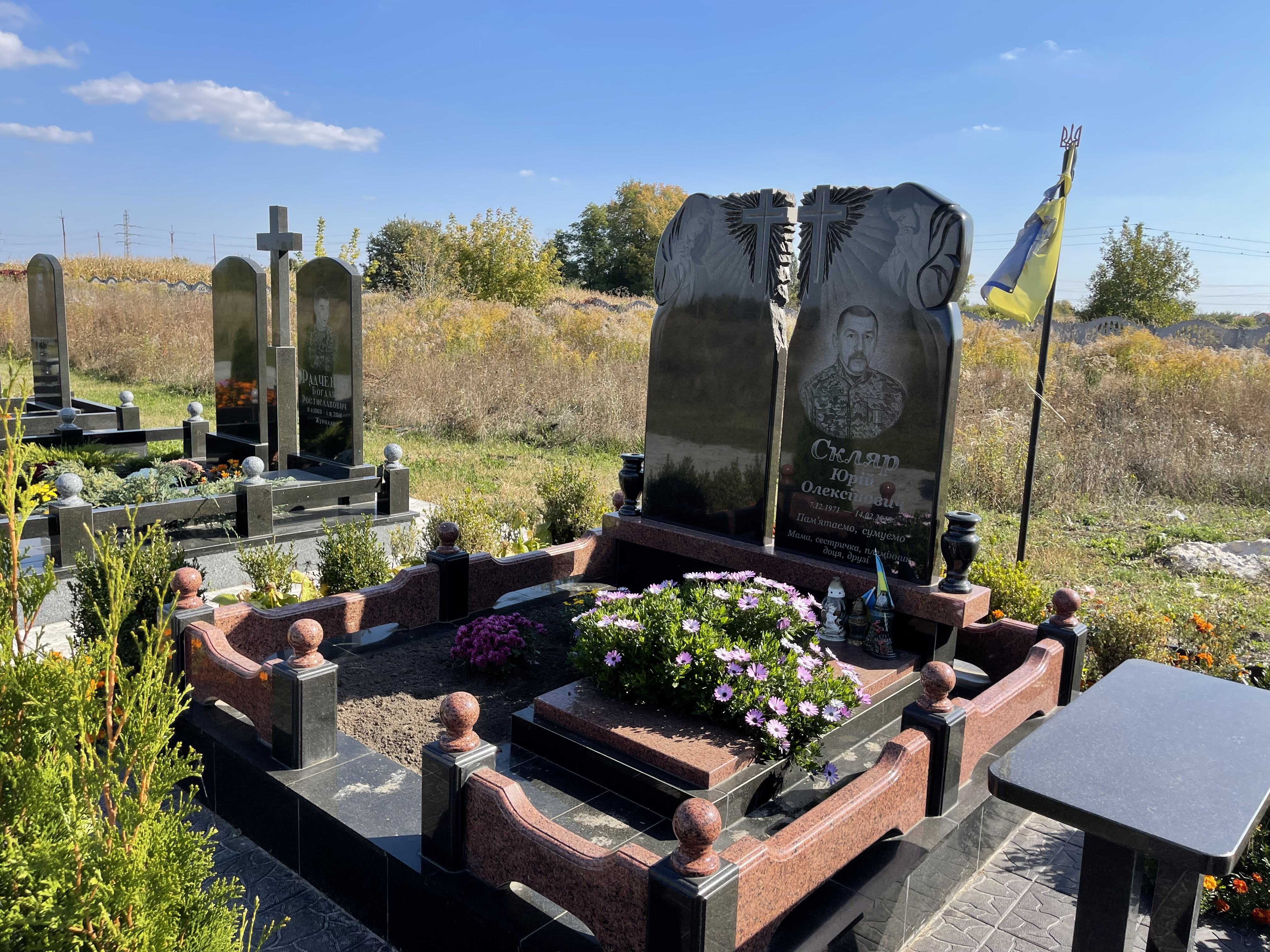
Могила Юрія Скляра на військовій ділянці міського цвинтара